# Umuarama (tiểu vùng)
Umuarama là một tiểu vùng thuộc bang Paraná, Brasil. Tiều vùng này có diện tích 10143 km², dân số năm 2007 là 258075 người.